# Ricardo Montecatine Ríos
Ricardo Montecatine Ríos, nacido en Tánger, Zona Internacional de Tánger, el 18 de marzo de 1956, es un ajedrecista español; presidente de la Federación Andaluza de Ajedrez entre 1995 y 2016.
Tiene la titulación internacional de Maestro FIDE, así como la de Maestro Internacional en la modalidad de ajedrez postal, en la que alcanzó el título de Campeón de España de Ajedrez Postal (1992). En 1987, en la competición ante el tablero, fue Campeón Absoluto de Andalucía en 1987 y Veterano en 2011. También cuatro veces Campeón de Sevilla. En 1984 con 10 puntos de 10. A lo largo de su historial deportivo su máximo Elo FIDE ha sido 2354.
Mantuvo durante 22 años una sección de ajedrez en El Correo de Andalucía de Sevilla.
Durante la final del Campeonato Mundial de Ajedrez (Sevilla, 1987), celebrada entre Karpov y Kasparov, fue comentarista diario de las partidas en la televisión española.
Desde 1975 ha realizado labores directivas en las federaciones sevillana, andaluza y española (donde fue Vicepresidente. En Andalucía, desde el cargo de Presidente ha organizado la Federación Andaluza de Ajedrez, desarrollando las competiciones andaluzas que constituyen hoy un amplio abanico de modalidades.
Reside en Sevilla y estuvo casado con la periodista y escritora Edith Checa, † 29 de diciembre de 2017.

## Libros Publicados
Ha escrito el libro Cartilla de Ajedrez, editorial Federación Andaluza de Ajedrez, año 1987, autor: Ricardo Montecatine Ríos, fotos interior: Edith Checa.